# محمية الفرنلق
محمية الفرنلق محمية طبيعية في جبال اللاذقية. أعلنت بالقرار رقم 17/ت لعام 1999. تقع في ناحية ربيعة التابعة لمحافظة اللاذقية على مساحة 1500 هكتار.
أقيمت بهدف حماية النظام البيئي الحراجي الأوجي المشكل من الصنوبر البروتي والسنديان شبه العذري وحماية التنوع الحيوي الكبير الموجود فيها.

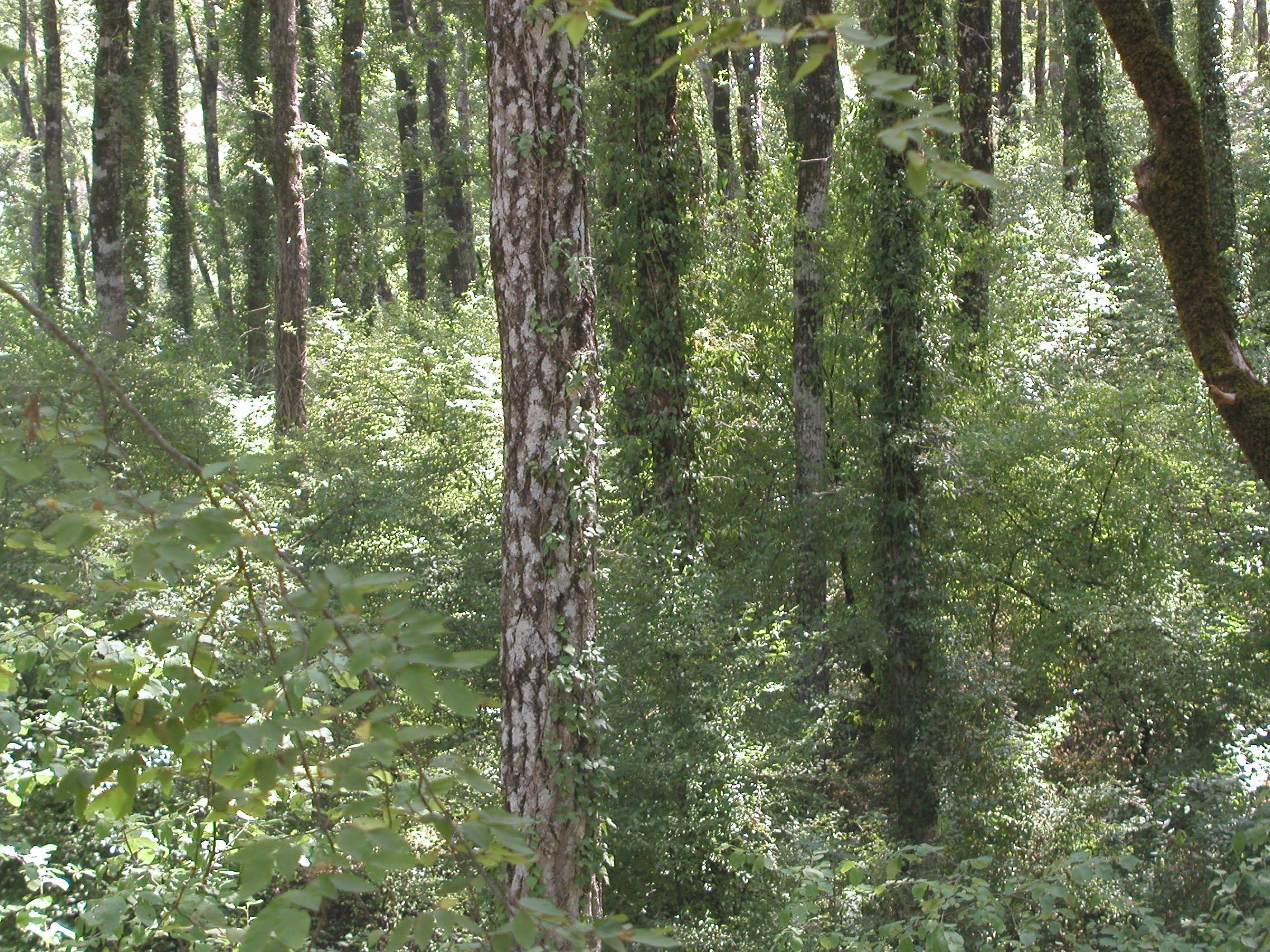
الغطاء النباتي في محمية الفرنلق